# Eagle Butte
|  | Per a altres significats, vegeu «Cràter d'Eagle Butte». |

Eagle Butte (en arikara: neetahkaswaáʾuʾ, en lakota: wqbli pahd) és una ciutat al comtat de Dewey a l'estat de Dakota del Sud. Segons el cens del 2000 tenia 619 habitants.

## Demografia
Segons el cens del 2000, Eagle Butte tenia 619 habitants, 227 habitatges, i 140 famílies. La densitat de població era de 259,8 habitants per km².
Dels 227 habitatges en un 43,2% hi vivien nens de menys de 18 anys, en un 29,1% hi vivien parelles casades, en un 26,9% dones solteres, i en un 37,9% no eren unitats familiars. En el 33,5% dels habitatges hi vivien persones soles el 12,3% de les quals corresponia a persones de 65 anys o més que vivien soles. El nombre mitjà de persones vivint en cada habitatge era de 2,72 i el nombre mitjà de persones que vivien en cada família era de 3,49.
Per edats la població es repartia de la següent manera: un 38,8% tenia menys de 18 anys, un 12,8% entre 18 i 24, un 25,8% entre 25 i 44, un 14,1% de 45 a 60 i un 8,6% 65 anys o més.
L'edat mediana era de 24 anys. Per cada 100 dones de 18 o més anys hi havia 77,1 homes.
La renda mediana per habitatge era de 18.611 $ i la renda mediana per família de 20.313 $. Els homes tenien una renda mediana de 23.125 $ mentre que les dones 24.167 $. La renda per capita de la població era de 9.192 $. Entorn del 41,6% de les famílies i el 47,9% de la població estaven per davall del llindar de pobresa.

## Poblacions properes
El següent diagrama mostra les poblacions més properes.